# Neurobasis anumariae
Neurobasis anumariae är en trollsländeart som beskrevs av Hämäläinen 1989. Neurobasis anumariae ingår i släktet Neurobasis och familjen jungfrusländor. IUCN kategoriserar arten globalt som livskraftig. Inga underarter finns listade i Catalogue of Life.